# 広漢市
広漢市（こうかん-し）は、中華人民共和国四川省徳陽市南西部に位置する県級市。四川盆地の中部、成都平原の只中に位置する。市政府は雒城街道に所在する。

## 地理
広漢市は全域が、秦代に建設された水利施設都江堰の灌漑の恩恵を受けている。市内は平野が92.3%、低い丘陵が7.7%を占める。
広漢市は、徳陽市の南西部に位置し成都市と境界を接する。隣接する行政区は、成都市では青白江区・金堂県・彭州市、徳陽市では什邡市、旌陽区、中江県。

## 歴史
市内からは長江文明の重要な遺跡の三星堆遺跡が発見されている。殷代には蜀国の都邑があったとみられる。三星堆遺跡は現在、中国の「全国重点文物保護単位」にも指定されている。
秦代には雒県（らくけん）が置かれた。県名は県境に流れる雒水という川の名から取られており、その城郭都市の跡は現在の北外郷にある。前漢の高祖6年（紀元前201年）には広漢郡が置かれ13県を管轄した。武帝の元封5年（紀元前106年）の時期に全国に13州刺史が設置されると、広漢は四川を管轄する益州に含まれた。王莽が9年に新を建てると益州は「庸部」に改められ、雒県に部牧（長官）が置かれたが、後漢の光武帝は建武12年（38年）に益州と広漢郡が復活し、雒県は広漢郡の属県となった。
三国時代には広漢一帯や雒城は、たびたび成都・益州攻略戦の戦場となった。劉璋が支配する益州に後に蜀漢を建てる劉備らが攻めよせると雒城が包囲戦の舞台となっている。263年に魏が蜀漢を滅ぼすと益州から梁州が分けられ、広漢郡は梁州に属し雒県が広漢郡の郡治となる。
唐高祖の時代（619年）には雒県が分割され什邡県（じゅうほうけん）が置かれた。元世祖の中統元年（1260年）には漢州が置かれ什邡・徳陽・綿竹の3県を管轄したが、雒県は廃止され漢州による直轄地となった。元末期の1362年、明玉珍が反乱を起こし蜀で皇帝を称して大夏を建てると雒県が復活しているが、明太祖洪武帝は1371年に大夏を滅ぼすと雒県は再度漢州の直轄地に戻った。
清の初期、明の地方制度が踏襲されたが、康熙26年（1687年）には漢州は県と同格の散州と呼ばれるものへ降格され、成都府に属し、他の県を管轄することはなかった。
中華民国2年の1913年、漢州は川西道に属する県に改められ、名も旧名にちなみ広漢県とされた。
1960年には一旦什邡県と合併して新たな広漢県となったが、1963年には再度分割された。1983年には広漢県は成都市の一部となったが、同年8月に徳陽市ができるとその一部へとなった。1988年2月、広漢市が設立されている。

## 行政区画
- 街道:雒城街道、金雁街道、漢州街道
- 鎮:三水鎮、連山鎮、高坪鎮、向陽鎮、小漢鎮、金輪鎮、金魚鎮、南豊鎮、三星堆鎮

## 経済
2002年の調査では、市のGDPは55.4億元、市民1人当たりGDPは9,481元。農村部の一人当たり平均年収は3,062元、市街地の一人当たり収入は7,047元。産業の構成は、第一次産業18.2%・第二次産業43.7%・第三次産業38.1%。四川省の市や県でも経済総合実力は上位10位に入るとされる。三星堆遺跡の観光のほか、製薬業・建材業などが盛ん。

## 名所・旧跡・観光スポット
- 三星堆遺跡（四川全国重点文物保護単位列表、中華人民共和国全国重点文物保護単位）
- 三星堆博物館（中国語版）

## 交通
成都中心部へとのアクセスの利便性も高い。
鉄道
- 中国鉄路総公司
  - 中国鉄路成都局集団公司
    - 西成旅客専用線（広漢北駅（中国語版））（旧 成綿楽旅客専用線）
    - 宝成線（広漢駅（中国語版））

道路
高速道路
- 成綿高速道路（中国語版）
- 成都繞城高速道路（中国語版）

国道
- G108国道

## 健康・医療・衛生
- 広漢市人民医院
- 広漢市第三人民医院
- 広漢市中医院
- 広漢市婦幼保健院

## 出身者
- 戴季陶 - 中華民国の政治家・ジャーナリスト。中国国民党のイデオローグとして著名。